# Klastjärnen
Klastjärnen är en sjö i Härjedalens kommun i Härjedalen och ingår i Ljusnans huvudavrinningsområde. Sjön har en area på 0,239 kvadratkilometer och ligger 973,2 meter över havet. Sjön avvattnas av vattendraget Klasbäcken till Grönån och så småningom Ljusnan.

## Delavrinningsområde
Klastjärnen ingår i det delavrinningsområde (695805-131745) som SMHI kallar för Ovan 696126-131481. Medelhöjden är 967 meter över havet och ytan är 20,83 kvadratkilometer. Det finns inga avrinningsområden uppströms utan avrinningsområdet är högsta punkten. Avrinningsområdets utflöde Ljusnan mynnar i havet. Avrinningsområdet består mestadels av skog (10 procent) och kalfjäll (79 procent). Avrinningsområdet har 0,24 kvadratkilometer vattenytor vilket ger det en sjöprocent på 1,1 procent.